# راف (پوشاک)
راف (به انگلیسی: ruff) پارچه‌ای تودرتو دور گردن، قطعه‌ای از پوشاک در اروپا میان قرن شانزدهم و هفدهم بود. راف توسط افراد اشرافی مورد استفاده قرار میگرفت و نمادی از سبک نوین در اروپا بود.